# Bunk Gardner
Bunk Gardner, geboren als John Leon Guarnera (Cleveland, 2 mei 1933), is een Amerikaanse rock- en fusionmuzikant (saxofoon, klarinet, fagot) en een veelvoud andere blaasinstrumenten. Hij werd bekend door zijn samenwerking met Frank Zappa en The Mothers of Invention.

## Biografie
'Bunk', zoals hij later werd genoemd, is de zoon van Thelma en Charles Guarnera. Het is niet bekend waarom zijn vader later de oorspronkelijke familienaam liet vallen en in plaats daarvan de achternaam Gardner aannam. Bunks broer Buzz Gardner was ongeveer twee jaar ouder en werd bekend als trompettist. Bunk, die opgroeide in Cleveland, kreeg op 7-jarige leeftijd pianolessen. Op 12-jarige leeftijd stopte hij met piano spelen en concentreerde hij zich op meerdere verschillende blaasinstrumenten: hij leerde klarinet, fagot, tenorsaxofoon en ten slotte de fluit spelen. De tienerbroers Bunk en Buzz vormden een bigband en speelden arrangementen zoals die werden geleverd door de muziekwinkel en lokale dansnummers. Aanpassingen door big band-innovator Stan Kenton maakten ook deel uit van het repertoire van de band.
Zijn muzikale carrière begon begin jaren 1950. Tijdens deze periode speelde hij fagot met het Cleveland Philharmonic Orchestra. Hij nam later filmmuziek op voor populaire western-tv-series voor het platenlabel Roulette Records, dat was gevestigd in New York en werd opgericht in 1956. In 1959 verhuisde Gardner naar Los Angeles met zijn broer Buzz, die intussen ook in de stad woonde. Daar zouden ze samen kunnen zijn met de grote jongens van de jazzwereld, zoals Gardner het uitdrukte. Begin jaren 1960 ontmoette hij Don Preston en Frank Zappa. Beide broers ontmoetten de twee verschillende keren vanaf mei 1962 in Prestons opnamestudio voor muzikale experimenten en gaven enkele concerten. Gardner was ook op tournee met zangeres Eartha Kitt en rock-'n-roll-ster Little Richard.

### The Mothers of Invention
Bunk Gardner werd lid van de Mothers of Invention in het najaar van 1966, toen de band zich voorbereidde op het opnemen van het album Absolutely Free. Zappa kon de met speelpraktijk uitgeruste en in de jazz ervaren multi-instrumentalist - Gardner speelde ondertussen piccolo, basklarinet en bas en sopraansaxofoon - voor zijn ambitieuze muzikale projecten goed gebruiken. In de volgende bijna twee en een half jaar nam Gardner in totaal acht albums op met The Mothers en ging hij meerdere keren op tournee met hen.
Toen Frank Zappa begin 1969 de Mothers of Invention ontbond, die net beroemd werden, hadden fans en medemuzikanten het gevoel dat ze voor hun hoofd werden gestoten. Hoeveel, laat een citaat van Zappa-biograaf Barry Miles zien, volgens welke Bunk Gardner over deze tijd zei: Helaas eindigde het vrij snel, en later waren we allemaal beroemd, maar de rijkdom is met een grote boog om ons heen gegaan. De deelname van Gardner aan The Mothers of Invention leidde in januari 1985 tot een ruzie met Frank Zappa over geld. Op dat moment was hij van plan de vroege Mothers-albums in een verzamelcassette (The Old Masters Box One) opnieuw uit te brengen. Gardner en de ex-Mothers Jimmy Carl Black en Don Preston kwamen erachter en vervolgden Zappa voor $ 13 miljoen aan compensatie voor uitstaande tantièmen sinds 1969. Bij deze rechtszaak vervoegden zich Ray Collins, Arthur Dyer Tripp III en Jim Motorhead Sherwood als verdere leden van de vroege Zappa-band, waardoor de rechtszaak op $ 16,4 miljoen kwam. Zappa's pogingen om een procedure te vermijden mislukten omdat hij aan het eind instemde met een buitengerechtelijke regeling. Er is niets bekend over het resultaat, er is afgesproken dit niet bekend te maken

### Met andere muzikanten
Meteen na de breuk met Zappa formeerden Bunk Gardner, Buzz Gardner en bassist John Balkin (de broers kenden hem uit gezamenlijke tijden in het Abnuceals Emuukha Electric Symphony Orchestra, waarmee ze de orkestrale bijdragen voor het Zappa-album Lumpy Gravy in het voorjaar van 1967 hadden opgenomen) het trio Menage a Trois, dat optrad tot 1972. In 1970 werd Gardner lid van de hardrockband Geronimo Black, opgericht door Jimmy Carl Black. In hetzelfde jaar nam hij een album op met de songwriter Tim Buckley, die werd beïnvloed door folkmuziek en open stond voor jazz en muzikale experimenten. Gardner is ook te horen op het eerste soloalbum van Domenic Troiano, dat de voormalige The Guess Who-gitarist in 1972 uitbracht.
Met jazzdrummer Les DeMerle nam Bunk Gardner in 1976 zijn album Transfusion One op. In 1981 produceerde hij een album met Andy Cahan onder de naam Elmer & Fred, dat werd aangekondigd door Rhino Records, maar nooit werd uitgebracht. Begin jaren 1990 formeerden Bunk en Buzz Gardner de kortlevende jazzband Hollywood Allstars, waarmee ze een keer per week - tegen drinkgeld als vergoeding - optraden in de club Legends of Hollywood. In 1995 steunde Gardner Andy Cahan bij zijn Snarfel-project. Om rockstijl-jams uit de late jaren 1960 en de vroege jaren 1970 op te nemen, haalde rockmuzikant Bruce Cameron in 1999 rocksterren zoals Jack Bruce, Mitch Mitchell (Jimi Hendrix Experience), Buddy Miles en Billy Cox (Band of Gypsys), Michael Bruce en Neal Smith (Alice Cooper Group), Ken Hensley (Uriah Heep) en Harvey Dalton Arnold van The Outlaws naar de studio. Bunk Gardner ging ook op tournee met de jazz- en rock-beïnvloede songwriter Van Morrison en het Four Winds Ensemble en om op te nemen in de studio. In een door hem geschreven korte biografie rapporteert Bunk Gardner over zijn deelname aan het Montage Trio & Quartet. Hij hield zich ook een jaar bezig met iets heel anders dan muziek en koken aan het Los Angeles Trade Technical College.

### Verdere activiteiten
Gardner is sinds de jaren 1980 vooral geïnteresseerd in bands, die muziek van de vroege Mothers of Invention hebben nagespeeld of waaraan voormalige Mothers-muzikanten hebben deelgenomen. Toen het album Welcome Back van Geronimo Black in 1980 uitkwam, was het een feit, dat zes muzikanten uit de omgeving van Zappa/Mothers te horen waren (Don Preston, Jimmy Carl Black en Bunk Gardner) met het idee voor een nieuw project. Ze brachten het in hetzelfde jaar in de praktijk en formeerden de band The Grandmothers, die naast hun eigen composities nummers van de vroege Mothers of Invention speelde. In 1994 nam Gardner voor het eerst deel aan een album van Ant-Bee, een Zappa-achtig muziekproject van de studiomuzikant en journalist Billy "Ant-Bee" James. Een jaar later was Gardner ter horen op het album Who the Fuck is Sandro Oliva?!?, dat de uit Italië afkomstige gitarist van The Grandmothers, Sandro Oliva had uitgebracht. In 1999 droeg Gardner bij aan het album God Shave the Queen van The Muffin Men, een Britse coverband van Zappa/Mothers die op dat moment bijna tien jaar lang platen had uitgebracht. Toen de band The Grande Mothers Re:Invented zich in augustus 2002 afscheidde van de Grandmothers, was Bunk Gardner betrokken bij de opnamen en publicaties van deze band.

## Discografie
Bunk Gardner heeft tot dusver geen soloalbum uitgebracht. Het aantal platen waaraan hij meewerkte, is desondanks aanzienlijk. Zie overzicht hieronder.
met verschillende artiesten:
- 1959: Bud Wattles Orchestra: Themes From The Hip
- 1962: Joanna & The Playboys: Joanna & The Playboys
- 1970: Tim Buckley: Starsailor
- 1972: Domenic Troiano: Domenic Troiano
- 1976: The Les DeMerle Transfusion: Transfusion One
- 1995: Snarfel: Thirty Years of Andy Cahan
- 1996: Caged Heat 3000: Caged Heat 3000
- 1999: The Muffin Men: God Shave the Queen
- 1999: Bruce Cameron: Midnight Daydream
- 2003: Verschiedene Künstler: Zappanale 13

met The Mothers of Invention (selectie):
- 1967: Absolutely Free
- 1968: We're Only in It for the Money
- 1968: Lumpy Gravy
- 1968: Cruising with Ruben & the Jets
- 1969: Uncle Meat
- 1970: Burnt Weeny Sandwich
- 1970: Weasels Ripped My Flesh
- 1993: Ahead Of Their Time, opgenomen 1968
- 1991: Beat The Boots I: The Ark, opgenomen 1969
- 1991: Beat The Boots I: Tis The Season To Be Jelly, opgenomen 1967
- 1992: Beat The Boots II: Electric Aunt Jemima, opgenomen 1968
- 1992: Beat The Boots II: Our Man In Nirvana, opgenomen 1968

met Don Preston:
- 1993: Vile Foamy Ectoplasm
- 2001: Io Landscapes
- 2000: The Don and Bunk Show: Necessity is …

met Geronimo Black:
- 1972: Geronimo Black
- 1980: Welcome Back

met The Grandmothers:
- 1981: Grandmothers
- 1982: Lookin’ up Granny’s Dress
- 1983: Fan Club Talk
- 1993: A Mother of an Anthology
- 1994: Who Could Imagine
- 2000: Eating The Astoria
- 2001: The Eternal Question (cdr)
- 2003:A Grandmothers Night At The Gewandhaus

met Ant-Bee:
- 1994: The Bizarre German E.P. (ep)
- 1994: With My Favorite 'Vegetables' And Other Bizarre Music
- 1995: Lunar Muzik

met Sandro Oliva:
- 1995: Who the Fuck is Sandro Oliva ?!?
- 2004: Heavy Lightning

### Video's
- 1967: Ride For Your Life (Mothers Improvised Soundtrack)
- 1987: Frank Zappa: Uncle Meat
- 1987: Frank Zappa: Video From Hell
- 1989: Frank Zappa: The True Story Of 200 Motels
- 2005: The Muffin Men: Muffinz Moovies Vol. One (1990–1997)